# 帆坂池
帆坂池（ほさかいけ）は、兵庫県と岡山県の県境付近、兵庫県赤穂市大津を流れる大津川の上流部に作られた溜池である。ちょうど帆坂峠の赤穂市側、兵庫県道96号岡山赤穂線と山陽自動車道に挟まれた場所にある。付近には山陽新幹線も通っているが、帆坂池の南を通る山陽自動車道のさらに南を帆坂トンネルで通り抜けている。なお帆坂池はおろち池とも呼ばれる。

## 規模
帆坂池は面積0.024 km2、堤高11.5 m、堤長150 m、有効貯水量100,000 m3である。

## 豪雨による被害
帆坂池が一体いつ作られたのか文書記録が残っていないため定かではないものの、17世紀末の浅野藩の時代に作られたのではないかとの口伝が残っている。この付近は瀬戸内式気候で普段は雨が少ない。帆坂池より流れ出してから最終的に赤穂港へと流れ込む大津川も、そして、帆坂峠を挟んで反対側を流れ降る吉井川水系の金剛川も、いずれも普段は水量が乏しく、かつては水利権の争いが起きてきた位である。そのような土地柄なだけに、大雨が降れば災害が発生しやすく、1949年には帆坂池が決壊した。帆坂池が豪雨によって被害を受けたのは何もこれ1回ではなく過去に何回もあったものの、1976年9月の台風でも施設の一部が破損したため、ついでに1970年代末に、今後は被災しにくいように大規模な改修工事が実施された。

## 民話・伝説

### 池の水の色に関する民話
帆坂池の水が薄茶色をしている理由は、周囲の山地に風化した花崗岩の粘土質の場所が多いためだろうと推測されている。ただ、この色の理由について、帆坂池の「主」が関係しているとの民話が伝わっている。それによれば、帆坂池の主は、石工が石を割る際に使う大型の鉄のハンマーである「玄能（げんのう）」だとされており、この池の水がいつも薄茶色をして濁っている理由は、玄能の錆が少しずつ溶けてきているからだという。

### おろち伝説
さらに帆坂池には、かつて堤の木を伐採したところ、帆坂池が決壊したとの伝説が残っており、これを「おろち伝説」と呼ぶ。このこともあり、帆坂池にはおろち池の別名もある。

## 周辺施設
帆坂池の畔には地蔵尊と植樹記念碑が建っている。このうち地蔵尊には「寛政15年」と刻まれている。